# Saint-Paul-du-Bois
Saint-Paul-du-Bois é uma comuna francesa na região administrativa da Pays de la Loire, no departamento de Maine-et-Loire. Estende-se por uma área de 26,58 km². Em 2010 a comuna tinha 613 habitantes (densidade: 23,1 hab./km²).